# جواو بريتو
جواو بريتو (بالبرتغالية: João Paulo Brito‏) (5 يونيو 1974 أولهاو البرتغال - ) هو لاعب كرة قدم برتغالي.

## روابط خارجية
- جواو بريتو على موقع قاعدة بيانات كرة القدم.إي يو (الإنجليزية)
- جواو بريتو على موقع بيانات كرة القدم. دي إي (الألمانية)
- جواو بريتو على موقع عالم كرة القدم.نت (الإنجليزية)